# (5631) Sekihokutouge
(5631) Sekihokutouge es un asteroide perteneciente al cinturón de asteroides descubierto el 20 de marzo de 1993 por Kin Endate y el también astrónomo Kazuro Watanabe desde el Observatorio de Kitami, Hokkaidō, Japón.

## Designación y nombre
Designado provisionalmente como 1993 FE1. Fue nombrado Sekihokutouge en honor a un paso existente en el centro de Hokkaidō. A una altitud de 1050 metros, el paso conecta la cordillera de Taisetsu, el pico más alto de Hokkaidō, con la ciudad de Kitami.

## Características orbitales
Sekihokutouge está situado a una distancia media del Sol de 2,334 ua, pudiendo alejarse hasta 2,552 ua y acercarse hasta 2,116 ua. Su excentricidad es 0,093 y la inclinación orbital 1,229 grados. Emplea 1302,91 días en completar una órbita alrededor del Sol.

## Características físicas
La magnitud absoluta de Sekihokutouge es 13,5. Tiene 4,535 km de diámetro y su albedo se estima en 0,375. 